# Minisode 1: Blue Hour
Minisode 1: Blue Hour (estilizado como minisode1: Blue Hour) es el tercer EP del grupo surcoreano TXT. Fue publicado el 26 de octubre de 2020 por Big Hit Music.

## Antecedentes
El 21 de septiembre de 2020, Big Hit publicó un tráiler en su cuenta de Youtube en el que se mostró el nombre y la fecha de lanzamiento del nuevo álbum de TXT, que según la compañía se trata de un episodio corto antes de que el grupo empiece un nuevo capítulo. El 29 del mismo mes se dieron a conocer las fotos conceptuales de la versión R del disco, que muestran a los miembros de TXT «juntos virtualmente pero solos en un espacio en línea». El 6 de octubre de 2020 se publican las fotografías conceptuales de la versión VR, donde se aprecia a los chicos en «un espacio virtual ilimitado, que refleja el estilo de vida dominante en línea». Finalmente el 8 de octubre de 2020 se publican las fotografías del tercer concepto, AR, donde a través de las habitaciones representan «la brecha entre el aislamiento en sus hogares y los lugares donde les gustaría estar». Al día siguiente se publicaría la lista de canciones, que constaría en 5 canciones con un total de duración de casi 17 minutos.

## Promoción
El 21 de septiembre de 2020 se anuncia el álbum y la preventa de este, que se basaría en tres versiones del EP, caracterizados por poseer distintos colores de portadas entre ellos, siendo estos los colores pasteles rosa (AR Ver.), azul (R Ver.) y morado (VR Ver.). Entre el 12 y 16 de octubre de 2020 fueron liberados cinco tráileres del title track de cada uno de los miembros en YouTube, para que el 18 de octubre y 20 de octubre se publiquen los dos tráileres grupales igualmente en YouTube, siendo el segundo de estos el último en ser liberado antes del lanzamiento. El 22 de octubre de 2020 sería publicado un popurrí de las cinco canciones del EP, el cual está acompañado de diversas escenas de los miembros en los ambientes de las fotos conceptuales. 
El día del lanzamiento se publica el «Comback Show» en conjunto al canal de televisión surocreano, Mnet, en el cual presentan «Ghosting», «We Lost The Summer», «Cat & Dog», «Angel or Devil (Dance Break Ver.)», «PUMA» y «Blue Hour», mientras, entre ellas, se desarrollan diversas actividades con los miembros. El 27 de octubre se presentan en la radio KBS Volume Up, donde interpretan «Ghosting». También, en el mismo día, se crea un challenge en la aplicación de TikTok con el hashtag "#BlueHour_Moment", al igual que se crean personajes en la aplicación ZEPETO y un filtro de «Blue Hour» para Instagram. Al día siguiente participan en K-BOB STAR y Weekly Idol, en este último presentan «Blue Hour». TXT comenzó con las presentaciones en vivo televisadas semanales en Corea, empezando en M Countdown el 29 de octubre, donde interpretan «Blue Hour».

### Sencillos
La canción «Blue Hour» fue lanzado como title track el mismo día de la publicación del EP, y fue acompañado de un colorido vídeo musical. La canción está compuesta de elementos retros, que le dan a esta una vibra disco, y su letra habla de una relación que pasa de ser muy cercana a ser casi desconocidos.
El 10 de noviembre de 2020 se anunciaría el siguiente sencillo del álbum, que sería «We Lost The Summer», el cual se lanzaría el 12 de noviembre acompañado de un video musical.

## Música y Letras

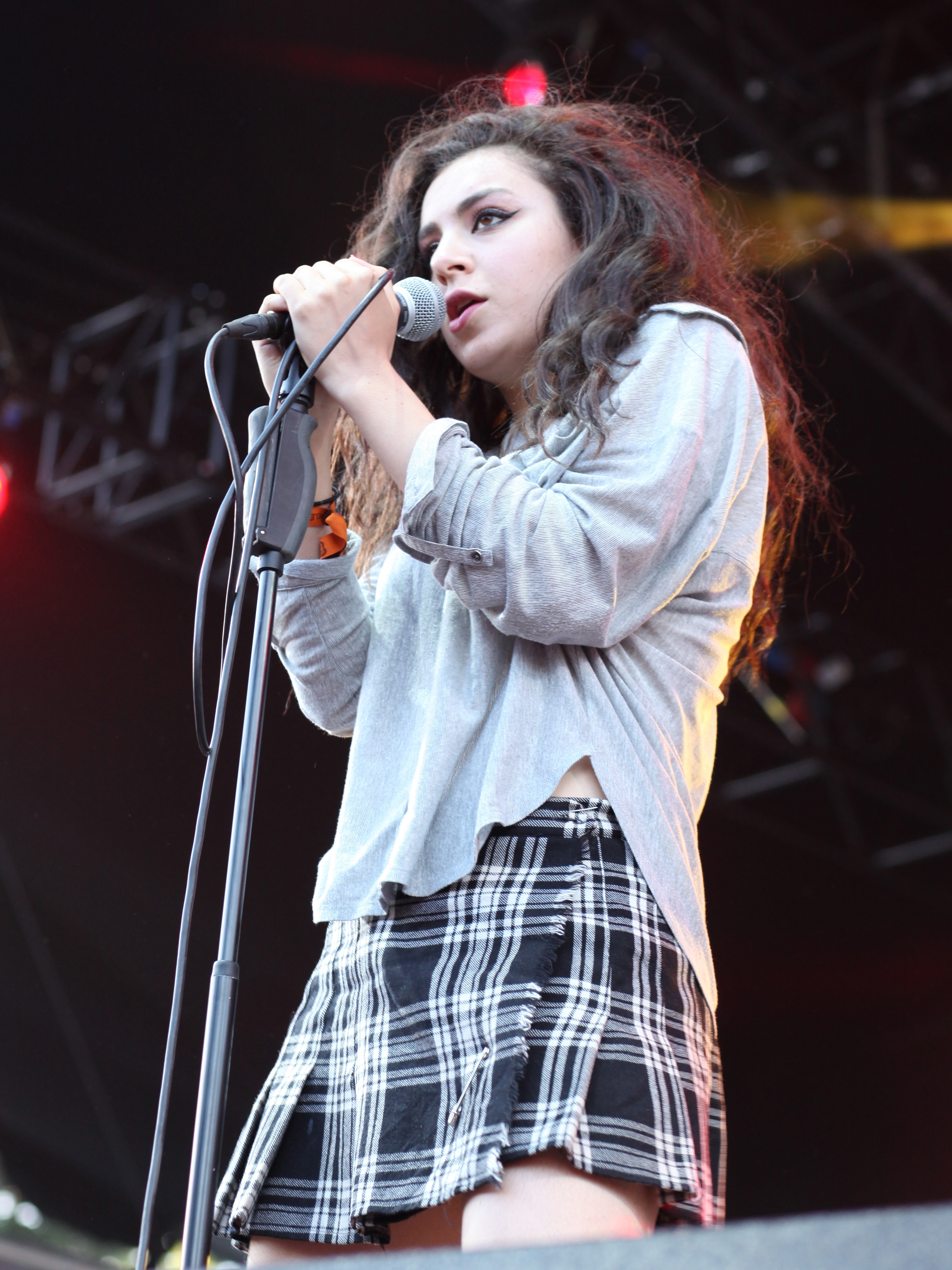
Charli XCX, una de las compositoras de «We Lost The Summer».

Las canciones dentro del EP «cuentan la historia de chicos que se ven obligados a permanecer al borde del mundo real en la hora azul», abordando conflictos de la realidad y reflexionando sobre una necesidad actual de dar una pausa en la vida real, mientras explora géneros musicales como la música disco, dancehall, nu gaze, future R&B y pop-rock. Estas están escritas desde la perspectiva de un adolescente que está «aislado y perdido en emociones en medio de una pandemia sin precedentes»
Refiriéndose a  «Ghosting», Taehyun cuenta que la canción «trata del ghosting, o ser ghosted y, por lo tanto, estar aislado y sin comunicación. Soobin y yo ayudamos a escribir la letra de esta pista; y aunque esa persona haya dejado de responder, esperamos que vuelva algún día». Esta se puede describir como una balada suave con elementos del indie-rock y del nu gaze de los 80s, que es mezclada con elementos vintage en la introducción y en los coros. Entre los compositores de la canción se encuentran Soobin, Taehyun y Hueningkai. «Blue Hour» es una canción disco y dance uptempo, que nos sumerge en un funky four-on-the-floor con un maravilloso bajo. Su título en coreano (5시 53분의 하늘에서 발견한 너와 나) hace referencia a la hora 5:53, que es cuando ocurre la hora azul en la ciudad de Seúl en octubre, mes del lanzamiento de la canción. Su lírica se basa en cómo una relación que parecía cercana sea trasformada hasta que las personas involucradas pueden parecer desconocidos, al igual que «el deseo de volver a visitar hermosos recuerdos pasados a través de la imaginación». Soobin comentó que la elección de la canción como sencillo principal fue porque 
«el COVID-19 provocó cambios en la vida diaria de todos, y queríamos transmitir un mensaje con el que las personas, especialmente las de nuestra edad, pudieran identificarse». «We Lost The Summer», canción donde participa la cantante británica Charli XCX como coescritora, se describe como dancehall y en ella se habla de los «adolescentes que están experimentando un mundo completamente cambiado por la pandemia», que es una historia «que solo nosotros podíamos contar en este momento. Muchos adolescentes ya no podían ir a la escuela y pasar el rato, pasar notas, compartir auriculares, etc. Es nuestra historia, pero sigue siendo un tema con el que los adolescentes de todo el mundo pueden identificarse. Es la perspectiva de los adolescentes y queríamos abordarla a través de nuestra música». La pista está inspirada en la canción de 1998 «Arcade» de Han's Band. «Wishlist» es una alentadora canción de pop-rock marcada por una presente guitarra que trata «sobre qué regalo de cumpleaños preparar para una persona especial». Entre sus escritores encontramos a Yeonjun, Taehyun y Hueningkai. «Way Home» es una canción que ofrece una salida del sonido alegre del grupo a uno más sobrio, llegando al Future R&B que mezcla algunos ritmos de trap con las melodiosas voces del quinteto. Respecto a la letra, Yeonjun menciona que «la canción trata sobre la creencia de que, independientemente de las incertidumbres que podamos sentir, estaremos juntos mientras nos recordemos».

## Recepción Comercial
El 6 de octubre, uno de los distribuidores del álbum, Dreamus, reportó que las ventas de Minisode 1: Blue Hour habrían superado las trescientas mil copias en solo diez días, marcando un nuevo récord para la agrupación, posteriormente, el 25 del mismo mes, se informaría que la cifra de preventas habría alcanzado las cuatrocientas mil copias. También el EP consiguió treinta y tres números uno en iTunes, al igual que tres números unos en Apple Music. En Spotify recibió 2,09M en sus primeras 24 horas dentro de la plataforma.
minisode1: Blue Hour consiguió alcanzar las 303,190 copias vendidas en Hanteo en su primera semana, del 26 de octubre al 1 de noviembre, estableciendo un nuevo récord personal. También logró encabezar el Billboard Japan Top Albums Sales con 24,462 copias en la semana del 26 de octubre al 1 de noviembre, mientras que en el Billboard Japan Hot Albums alcanzó el segundo puesto y el primero en el Oricon Albums Chart diario y semanal.

## Lista de canciones
Lista adaptada de Apple Music y Tidal.

| Minisode 1: Blue Hour |                                                  | |                     |          |  |
| N.º                   | Título                                           | Escritor(es) | Productor(es)       | Duración |  |
| 1.                    | «Ghosting»                                       | Soobin, Taehyun, Hueningkai, Do Hyoung Kwon, Bo Eun Kim, Chris James, David Charles Fischer, Erin McCarley, Heejo Lee, Jaekyu Jung, Jeongmi Kim, Jieun Jeon, Kyler Niko, Lennon Stella, Ru Uth, Seuran Lee, Sonjon Hwang, Submin Kim, Wuhyun Park y Yi Jeong Jang | EL CAPITXN          | 3:43     |  |
| 2.                    | «Blue Hour» (5시 53분의 하늘에서 발견한 너와 나) | Do Hyoung Kwon, Lil 27 Club, Kyler Niko y Si Hyuk Bang | Slow Rabbit         | 3:29     |  |
| 3.                    | «We Lost The Summer» (날씨를 잃어버렸어)         | Charlotte Aitchison, Do Hyoung Kwon, Lil 27 Cub, Charlotte Grace Victoria Lee, Colton Ward, Ho Weon Kang y Kyle Bladt Knudsen | Slow Rabbit y Pdogg | 3:30     |  |
| 4.                    | «Wishlist»                                       | Yeonjun, Taehyun, Hueningkai, Do Hyoung Kwon, Bo Eun Kim, Melanie Joy Fontana, Heejoo Lee, Michael Schulz, Si Hyuk Bang, Wuhyun Park, Cazzo Opeia, Ellen Berg, Min Young Yoon, Sam Klempner, Seuran Lee y Yun Kyoung Cho                                          | Sam Klepner         | 3:11     |  |
| 5.                    | «Way Home» (하굣길)                              | Yeonjun, Taehyun, Hueningkai, Melanie Joy Fontana, Heejoo Lee, Michael Schulz, Si Hyuk Bang, Wuhyun Park, Dae Wook Chung, Hyo Jung Shin, Sofia Kay, Soo Hyun Park, Subin Kim, Sunjae Oh y Tae Yun Kim                                                             | Wonderkid y 신쿵    | 3:02     |  |
| 16:55                 |                                                  | |                     |          |  |

## Personal
Créditos adaptados de la plataforma Tidal.
Músicos 
- Beomgyu — artista principal, vocales principales (pista 2, 4)
- Hueningkai — artista principal, vocales de fondo (pistas 1-5)
- Soobin — artista principal, vocales principales (pista 2, 4)
- Taehyun — artista principal, vocales de fondo (pistas 1-5), vocales principales (pista 2, 4)
- Yeonjun — artista principal, vocales de fondo (pista 2-5), vocales principales (pista 2, 4)
- ADORA — vocales de fondo (pista 5), vocales principales (pista 2, 4)
- Cazzi Opeia — vocales de fondo (pista 4)
- Del Atkins — bajo (pista 2)
- EL CAPITXN — sintetizadores (pista 1), teclados (pista 1)
- Ellen Berg — vocales de fondo (pista 4)
- Frants — sintetizadores (pista 1)
- Kyler Niko — vocales de fondo (pista 2)
- Melanie Joy Fontana — vocales de fondo (pista 4-5)
- PDOOG — sintetizadores (pista 3), teclados (pista 3)
- Sam Klempner — bajo (pista 4), guitarra (pista 4), teclados (pista 4)
- Serg Dimitrijevic — guitarra (pista 2)
- Slow Rabbit — sintetizadores (pista 2-3), teclados (pista 2-3)
- VENDORS — sintetizadores (pista 1), vocales de fondo (pista 1)
- Wonderkid — sintetizadores (pista 5)
- YOUNG — guitarra (pista 3)
- 신쿵 — teclados (pista 5)
- 서주환 — sintetizadores (pista 1)
- 김보람 — vocales principales (pista 2, 4)
- 김초롱 — vocales principales (pista 2, 4)
- 유한결 — vocales principales (pista 2, 4)
- 정우영 — vocales principales (pista 2, 4)

Técnicos
- ADORA — ingeniero de grabación (pista 5)
- Cazzi Opeia — ingeniero de grabación (pista 4)
- Chris Gehringer — ingeniero de masterización (pista 1)
- EL CAPITXN — arreglador vocal (pista 1, 3-4), editor de sonido (pista 1), ingeniero de grabación (pista 1)
- Elijiah Merrit-Hitch — asistente de ingeniero de mezcla (pista 2-3)
- Ellen Breg — ingeniero de grabación (pista 4)
- Erik Reichers — ingeniero de grabación (pista 2)
- Hector Castillo — ingeniero de mezcla (pista 1)
- Heid Wang — asistente de ingeniero de mezcla (pista 2-3)
- Josh Gudwin — ingeniero de mezcla (pista 2-3)
- Kyler Niko — ingeniero de grabación (pista 2)
- Michel "Lindgren" Schulz — ingeniero de grabación (pista 4-5)
- Revin — editor de sonido (pista 2-3)
- Sam Klempner — ingeniero de grabación (pista 4)
- Slow Rabbit — arreglador vocal (pista 2-5), editor de sonido (pista 2, 3), ingeniero de grabación (pista 2-3, 5)
- Yang Ga — ingeniero de mezcla (pista 5)
- 신쿵 — arreglador vocal (pista 5), editor de sonido (pista 5)
- 김초롱 — ingeniero de grabación (pista 1, 3-5)
- 손유정 — ingeniero de grabación (pista 3-4)
- 박진세 — ingeniero de mezcla (pista 4)
- 정우영 — ingeniero de grabación (pista 4)
- 김지연 — ingeniero de grabación (pista 5)

## Reconocimientos

### Premios en programas de música
| Canción     | Programa           | Fecha                  | Ref.   |
| ----------- | ------------------ | ---------------------- | ------ |
| «Blue Hour» | The Show (SBS MTV) | 3 de noviembre de 2020 | [ 27 ] |

## Posicionamiento en listas

### Semanales
| Listas (2020/21)                                   | Mejor posición |
| -------------------------------------------------- | -------------- |
| Bélgica (Ultratop Flandes)                         | 129            |
| Corea del Sur (Gaon Albums Chart)                  | 1              |
| España (PROMUSICAE)                                | 78             |
| Estados Unidos (Billboard 200)                     | 25             |
| Estados Unidos (Billboard Top Album Sales)         | 1              |
| Estados Unidos (Billboard Top Current Album Sales) | 1              |
| Estados Unidos (Billboard Tastemaker Albums)       | 9              |
| Estados Unidos (Billboard Heatseekers Albums)      | 25             |
| Estados Unidos (Billboard World Albums)            | 1              |
| Estados Unidos (Rolling Stone Top 200)             | 19             |
| Hungría (MAHASZ)                                   | 33             |
| Japón (Billboard Japan Hot Albums)                 | 2              |
| Japón (Japan Oricon Albums)                        | 1              |

## Historial de lanzamiento
| Región | Fecha                 | Formato                     | Discográfica     | Ref.   |
| ------ | --------------------- | --------------------------- | ---------------- | ------ |
| Varios | 26 de octubre de 2020 | Descarga digital, streaming | Republic         | [ 25 ] |
| Varios | 26 de octubre de 2020 | CD                          | Big Hit, Dreamus | [ 17 ] |